# Mark Haptonstall
Mark Haptonstall ist ein US-amerikanischer Schauspieler und Kurzfilmschaffender.

## Leben
Haptonstall studierte von 2008 bis 2013 an der Academy of Art University Schauspiel. Er schloss sein Studium mit dem Bachelor of Arts ab. Von 2009 bis 2011 erhielt er Schauspielausbildungen am The Meisner Technique Studio. Neben seiner Muttersprache Englisch spricht er Deutsch und beherrscht Gebärdensprachen. Ab 2009 spielte er in verschiedenen Kurzfilmen mit. 2014 hatte er sein Filmschauspieldebüt im Film Roxie in der Rolle des Philip Hutchins. Im Folgejahr spielte er im Film Die Kunstschule des Grauens die Rolle des Reubens. 2016 wirkte er in einer Episode der Fernsehdokuserie Mein peinlicher Sex-Unfall mit und verkörperte die Rolle des Tech im Mockbuster Battlefield: Drone Wars. 2017 spielte er in einer Episode der Fernsehdokuserie Fatales Vertrauen – Dem Mörder so nah die Rolle des Detektives Young. 2018 erschien der Kurzfilm Makeshift Memories, für den er neben der Darstellung der Figur Donny auch als Drehbuchautor, Regisseur und Produzent fungierte. 2021 spielte er die größere Rolle des Kyle im Fernsehfilm Dangerous Medicine, der durch die behandelnde Ärztin sein persönliches Grauen erlebt.

## Filmografie (Auswahl)
- 2009: Vision of Steel (Kurzfilm)
- 2014: Human Resources (Kurzfilm)
- 2014: Country Fixin's (Kurzfilm)
- 2014: Roxie
- 2014: The Field (Kurzfilm)
- 2015: Die Kunstschule des Grauens (Art School of Horrors)
- 2016: Mein peinlicher Sex-Unfall (Sex Sent Me to the ER, Fernsehdokuserie, Episode 4x09)
- 2016: Battlefield: Drone Wars (Drone Wars)
- 2017: Goodbye (Kurzfilm)
- 2017: Fatales Vertrauen – Dem Mörder so nah (Unusual Suspects, Fernsehdokuserie, Episode 1x01)
- 2018: Makeshift Memories (Kurzfilm; auch Drehbuch, Regie und Produktion)
- 2021: Dangerous Medicine (Fernsehfilm)